# HEL细胞
Hel细胞（HEL cells）是的一種來源於一位30岁男性急性红白血病病人的永生細胞系，常用于生物醫學研究。
Hel细胞主要合成Gγ和Aγ珠蛋白。